# Furtei
Furtei – miejscowość i gmina we Włoszech, w regionie Sardynia, w prowincji Sud Sardynia. Graniczy z Guasila, Samassi, Sanluri, Segariu, Serrenti i Villamar.
Według danych na rok 2004 gminę zamieszkiwały 1722 osoby, 66,2 os./km².